# Legtjärnen
Legtjärnen är en sjö i Bräcke kommun i Jämtland och ingår i Ljungans huvudavrinningsområde. Sjöns area är 0,036 kvadratkilometer och den är belägen 350 meter över havet.